# Граф Ледесма

Герб города Ледесма в провинции Саламанка

Граф де Ледесма — испанский дворянский титул. Он был создан 23 апреля 1462 года королем Кастилии Энрике IV для Бельтрана де ла Куэвы (1443—1492), магистра Ордена Сантьяго (1462—1463), сына Диего Фернандеса де ла Куэва (ок. 1410—1473), 1-го виконта де Уэльма, и Майор Альфонсо де Меркадо. Позднее Бельтран де ла Куэва получил титулы 1-го герцога де Альбуркерке (1464) и 1-го графа де Уэльма (1474).
Название титула происходит от названия муниципалитета Ледесма, провинция Саламанка, автономное сообщество Кастилия и Леон (Испания). В настоящее время владельцем титула является Хуан Мигель Осорио и Бертран де Лис, 19-й герцог де Альбуркерке и 19-й граф де Ледесма.

## Графы де Ледесма
1. Бельтран II де ла Куэва и Меркадо (1443—1492), второй сын Диего Фернандеса де ла Куэва (ок. 1410—1473), 1-го виконта де Уэльма (1460—1473), и Майор Альфонсо де Меркадо
2. Франсиско I Фернандес де ла Куэва и Мендоса (1467—1526), старший сын предыдущего от первого брака с Менсией Уртадо де Мендоса и Луна
3. Бельтран II де ла Куэва и Толедо (1478—1560), старший сын предыдущего и Франсиски Альварес де Толедо, дочери Гарсии Альвареса де Толедо, 1-го герцога Альба
4. Франсиско II Фернандес де ла Куэва и Хирон (1510—1563), Старший сын предыдущего и Изабель Хирон и Вега, дочери Хуана Тельес-Хирона (1456—1528), 2-го графа Уреньи (1469—1528), и Леонор де ла Вега и Веласко
5. Габриэль III де ла Куэва и Хирон (1515—1571), третий сын Бельтрана II де ла Куэва и Толедо (1478—1560), 3-го герцога Альбуркерке (1526—1560), и Изабель Хирон и Вега, младший брат предыдущего
6. Бельтран III де ла Куэва и Кастилия (1551—1612), сын Диего де ла Куэва и Толедо (? — 1551), дворецкого короля Карлоса I Испанского, и Марии де Кастилья, двоюродный брат предыдущего
7. Франсиско III Фернандес де ла Куэва и де ла Куэва (1575—1637), старший сын Бельтрана III де ла Куэва и Кастилья, 6-го герцога Альбуркерке (1551—1612), и его первой супруги, Изабель де Куэва и Кордоба
8. Франсиско IV Фернандес де ла Куэва и Энрикес де Кабрера (1619—1676), старший сын предыдущего от третьего брака с Анной Энрикес де Кабрера и Колонна, дочерью Луиса Энрикеса де Кабрера и Мендоса, 4-го герцога Медина-де-Риосеко
9. Мельхиор Фернандес де ла Куэва и Энрикес де Кабрера (1625—1686), младший брат предыдущего
10. Франсиско V Фернандес де ла Куэва и де ла Куэва (1666—1724), единственный сын предыдущего и Анны Розалии Фернандес де ла Куэва, 3-й маркизы де Кадейта (1647—1716)
11. Франсиско VI Фернандес де ла Куэва и де ла Куэва (1692—1757), единственный сын предыдущего и Хуаны де ла Серда-и-де-Арагон-Монкада, дочери Хуана Франциско II Томаса Лоренсо де ла Серда (1637—1691), 8-го герцога де Мединасели
12. Педро Мигель де ла Куэва и Гусман (1712—1762), сын Хуана Гаспара де Веласко и Рамиреса де Арельяно, сына 12-го графа де Сируэла, и Микаэлы де Гусман и Спинола, дочери 1-го маркиза де ла Мина.
13. Мигель де ла Куэва и де ла Серда (1743—1803), единственный сын предыдущего и Бениты Антони Энрикес де Наварра и Давалос
14. Хосе Мигель де ла Куэва и де ла Куэва (1775—1811), единственный сын предыдущего и Каэтаны Марии де ла Серда
15. Николас Осорио-и-Сайяс (1793—1866), сын Мануэля Мигуля Осорио и Спинолы (ум. 1813), 15-го маркиза Альканьисеса
16. Хосе Исидро Осорио и Сильва-Базан (1825—1909), старший сын Николаса Осорио Зейеса и Инес Франсиски де Сильва-Базан
17. Мигель Осорио и Мартос (1886—1942), сын Хосе Рамоса Осорио и Эредиа, 9-го графа Корзана и 3 маркиза Лос-Ареналес, и Нарсисы де Мартос и Арискун, внук Николаса Осорио и Зейеса, 15-го герцога Альбуркерке
18. Бельтран Альфонсо Осорио и Диес де Ривера (1918—1994), старший сын и преемник Мигеля Осорио и Мартоса и Инес Диас де Ривера и Фигероа, дочери Педро Диаса де Риверо и Муро, 5-го графа Альмодавара
19. Хуан Мигель Осорио и Бертран де Лис (род. 1958), единственный сын предыдущего от первого брака с Терезой Бертран де Лис и Пидаль Гуровски и Чико де Гусман.